# Proceratophrys phyllostoma
Proceratophrys phyllostoma är en groddjursart som beskrevs av Izecksohn, Cruz och Peixoto 1999. Proceratophrys phyllostoma ingår i släktet Proceratophrys och familjen Cycloramphidae. IUCN kategoriserar arten globalt som otillräckligt studerad. Inga underarter finns listade i Catalogue of Life.